# Trouble Funk
Trouble Funk est un groupe américain de rhythm and blues et de funk, originaire de Washington.

## Membres
- Timothius « Tee-Bone » David
- Big Tony Fisher
- Emmett « EJ Roxx » Nixon
- Mack Carey
- Chester « Boogie » Davis
- James « Doc » Avery
- Gerald Reed
- Robert « Syke Dyke » Reed – décédé le 13 avril 2008 d'un cancer du pancréas, à l'âge de 50 ans[1]
- Taylor « Monster Baby » Reed
- David Rudd

## Histoire
Le groupe a participé à la popularisation d'un sous-genre de la funk issu de Washington nommé go-go. Parmi ses chansons les plus connues, on trouve l'hymne du go-go, Hey Fellas.
En 1982, il publie un single nommé So Early in the Morning chez D.E.T.T Records, repris plus tard sur divers labels comme 2.13.61 & Tuff City.
Trouble Funk partageait parfois la scène avec des groupes de punk hardcore comme Minor Threat et les Big Boys. Sans surprise, les chefs de file du go-go ne jouèrent pas le jeu et le mariage entre les deux scènes fut rapidement rompu.
Leur chanson Pump Me Up a été samplée par beaucoup d'autres artistes et repris dans un style plus guerrier pour être diffusée sur une radio RnB virtuelle dans le jeu Grand Theft Auto: Vice City.

## Discographie

### Albums studio
- 1981 : Straight Up Funk Go Go Style
- 1982 : Drop the Bomb
- 1983 : In Times of Trouble
- 1986 : Say What?
- 1987 : Trouble Over Here Trouble Over There

### Album live
- 1983 : Saturday Night Live From Washington D.C.